# 周云杰
周云杰（1966年—），山东莱州人，汉族，海尔电器董事长，中华人民共和国政治人物、第十二届全国人民代表大会山东地区代表。
毕业于青岛海洋大学企业管理专业。加入中国共产党。2013年，担任全国人大代表。2018年2月24日，当选为第十三届全国人大代表。